# ジェイアール名古屋タカシマヤ

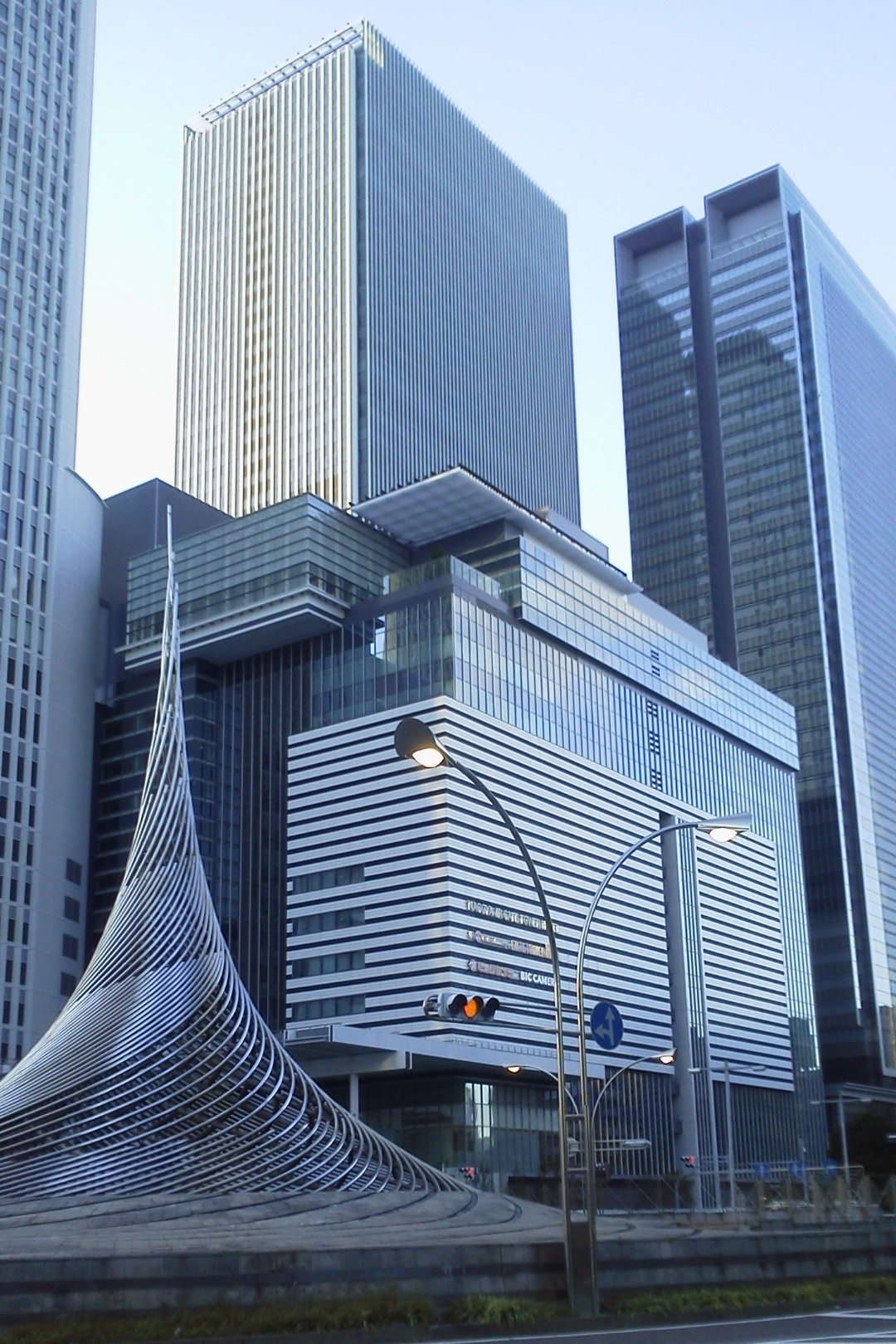
タカシマヤゲートタワーモール

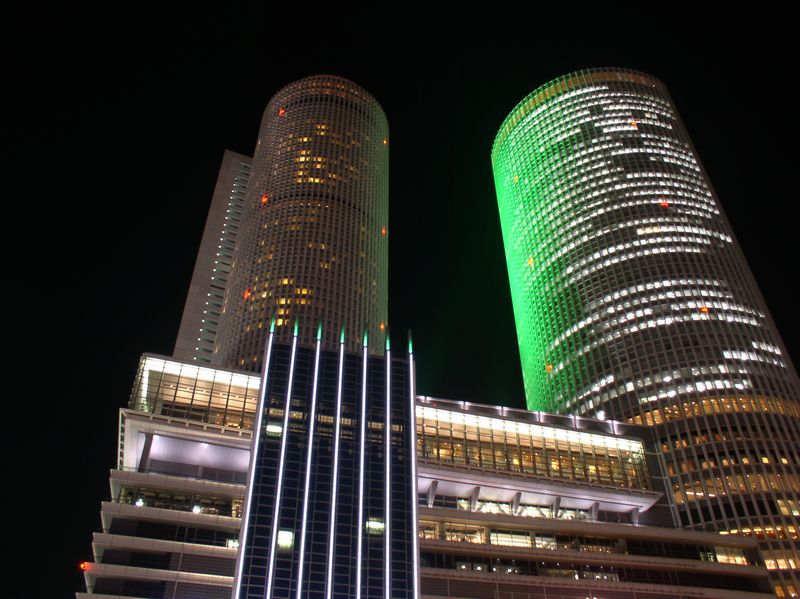
JRセントラルタワーズの夜景

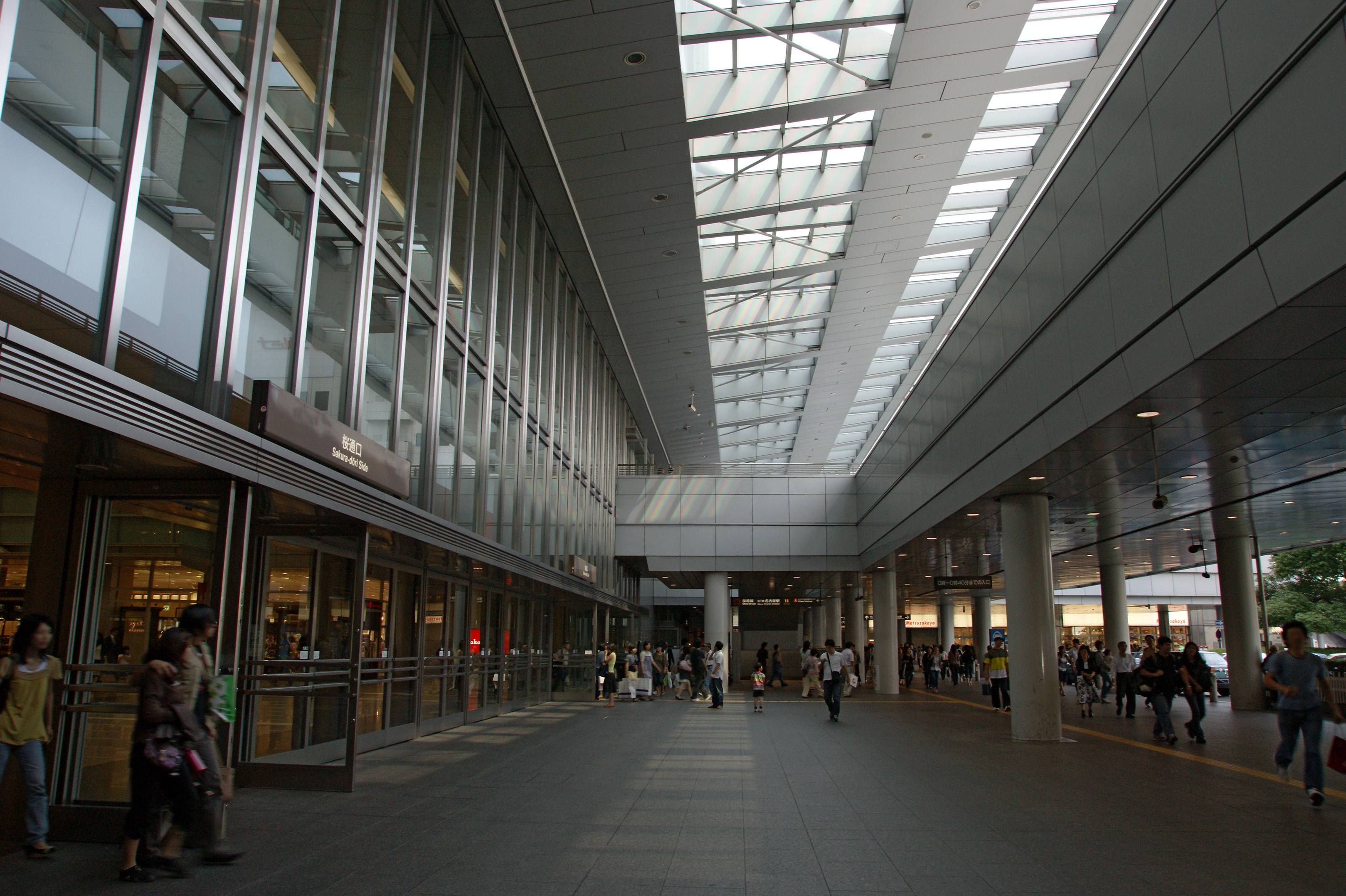
名古屋駅桜通口

ジェイアール名古屋タカシマヤ（ジェイアールなごやタカシマヤ）は、愛知県名古屋市中村区の名古屋駅に所在する百貨店。日本百貨店協会加盟。
2000年3月15日開店。東海旅客鉄道（JR東海）名古屋駅と直結するJRセントラルタワーズの核店舗として、JR東海・髙島屋の合弁企業「株式会社ジェイアール東海髙島屋（ジェイアールとうかいタカシマヤ）」によって運営されるターミナルデパートである。髙島屋の直営店ではない。

## 概要
店舗面積は55,429m2。
2019年度のデータでは店舗別売上高で全国4位と日本有数の規模であり、名古屋市内及び中部地方で最大の売上を誇る百貨店である。2015年以降は売上高において、栄地区にある老舗の松坂屋名古屋店を抜いて、名古屋の地域一番店の座を獲得した。2000年開業と比較的歴史が浅いにも関わらず、名古屋駅直結という高い利便性から急成長を遂げた。当社は髙島屋の連結子会社ではないが、髙島屋グループ内では本店の大阪店や東京の日本橋店を抜きトップの売上高となっている。
通称「名駅（めいえき）の高島屋」もしくは「JR名駅の高島屋」。
当初、名古屋駅の駅ビルであるJRセントラルタワーズに開設される百貨店は地元の松坂屋も出資した共同経営の予定で進められていたが、栄に位置する松坂屋の本店格である名古屋店との競合を懸念して撤退、急遽パートナーを髙島屋に変更した経緯を持つ。丸栄の百貨店事業からの撤退以前は、名古屋における百貨店として、松坂屋、丸栄、名鉄百貨店、三越（名古屋栄店）とともに「4M1T」と呼称されていた。（丸栄廃業後は「3M1T」）。また、JRセントラルタワーズや本店舗の開業をきっかけに、同店が位置する名駅（名古屋駅地区）と、以前から名古屋最大の繁華街である栄との商業地競争が激化している。
2011年3月には、月間売上高でそれまで地域一番店であった松坂屋名古屋店を抜き、名古屋地域で初の首位を獲得。さらに、2015年2月期における年間の売上高もトップになった。以降は隣接するJRゲートタワー内のゲートタワーモールの増床もあり、連続して地域一番店の栄誉に属している。
また、｢楽天うまいもの大会｣と2001年から続く日本一のバレンタインの祭典(ショコラの祭典)と呼ばれる｢アムール・デュ・ショコラ｣が当店でも行われる。なお「アムール・デュ・ショコラ」では2024年に41億円超の売上げを記録している。

## 増床出店
かつて隣地に所在し、再開発のため取り壊された名古屋ターミナルビルの跡地へ建設された超高層ビル・JRゲートタワーに、本店舗の増床フロアとして専門店街の「タカシマヤ ゲートタワーモール」を開設。セレクトショップなど若者向けのアパレルやカフェなど、ファッションビルのようなテナント構成になっている。JRセントラルタワーズと連絡通路で直結している。面積は約32,000m2で、ジェイアール名古屋タカシマヤ側の店舗面積（55,429m2）を合わせると約87,000m2となり、2016年時点において中部最大の店舗面積である松坂屋名古屋店（86,000m2）を凌ぎ、日本最大の店舗面積であるあべのハルカス近鉄本店（近鉄百貨店。100,000m2）、2位の阪急百貨店うめだ本店（96,000m2）に次ぐ規模となった。また、2021年7月27日に向かいの大名古屋ビルヂングの1・2階に時計専門店舗「ジェイアール名古屋タカシマヤ ウォッチメゾン」を開業している。

## 名駅エリア以外への展開
2022年3月15日に愛知県岡崎市のイオンモール岡崎内にデパ地下型食料品店舗「ジェイアール名古屋タカシマヤ フードメゾン岡崎店」が開業した。

## フロア構成
- 地下2階 - 食料品
- 地下1階 - 食料品
- 1階 - 総合案内所、紳士.婦人洋品、アクセサリー
- 2階 - インターナショナル ブティックス、紳士服
- 3階 - 紳士.婦人雑貨、インターナショナル ブティックス
- 4階 - 婦人服
- 5階 - 婦人服
- 6階 - 婦人服
- 7階 - 紳士服、紳士雑貨
- 8階 - 紳士服、ベビー・こども服、おもちゃ、ゴルフ
- 9階 - 家庭用品、寝具、バストイレタリー、仏壇・仏具、ブライダルサロン、ギフトサロン、商品券
- 10階 - 催会場、時計、宝飾品、美術
- 11階 - 呉服、手芸・クラフト、カードカウンター、筆記具、印鑑・印刷、きものサロン、メガネサロン、ロボット[7]
- 12階 - タカシマヤレストラン街（タワーズプラザレストラン街）
- 13階 - タカシマヤレストラン街（タワーズプラザレストラン街）
- 51階（オフィスタワー最上階） - パノラマサロン

※ ハンズ名古屋店（5 - 11階）などがテナントとして入居している。なお、三省堂書店は2017年4月にJRゲートタワーに大型店を開店したため、そちらに統合された（2019年までは併存）。

## 交通アクセス

### 車
- 名古屋高速環状線、錦橋出口、又は丸の内出口より、10分
- 名古屋高速東山線、白川出口から15分
- タワーズ内駐車場または、近隣の提携の駐車場が利用できる。タワーズ、隣接のゲートタワーモールのお店にてお買い上げ金額に応じての駐車場サービスが利用できる。
  - なおタワーズ内駐車場は、6:00〜24:00まで、30分、350円、0:00〜6:00まで60分、350円となっている。対応のお支払い方法は、現金、クレジットカード、交通系ICカード、QUICPay、ID払い 各種QRコード決済で支払いが可能である。

### 公共交通機関
- 名古屋駅
  - 東海旅客鉄道（在来線・ 新幹線）、名古屋臨海高速鉄道（あおなみ線）、名古屋市営地下鉄（東山線、桜通線）
- 名鉄名古屋駅（名鉄百貨店本館）
- 近鉄名古屋駅（近鉄百貨店名古屋店（近鉄パッセ））
- 名古屋駅バスターミナル（高島屋新館（タカシマヤゲートタワーモール（JRゲートタワー））
- 名鉄バスセンター（名鉄百貨店メンズ館）

### JRセントラルタワーズ内
- 名古屋マリオットアソシアホテル

### 近隣百貨店・施設
- 名鉄百貨店本店（名鉄名古屋駅）
- 近鉄百貨店名古屋店（近鉄パッセ、近鉄名古屋駅）
- ミッドランドスクエア
- JRゲートタワー（タカシマヤゲートタワーモールがある）

### JR東海グループ関連
- 東海旅客鉄道
- 名古屋駅

以下はいずれもJR東海系列で東海道新幹線駅・高架下の商業施設を運営。
- 東京ステーション開発
- 新横浜ステーション開発
- ジェイアール東海静岡開発
- 静岡ターミナル開発
- 浜松ターミナル開発
- 豊橋ステーションビル
- 名古屋ステーション開発
- ジェイアールセントラルビル
- ジェイアール東海関西開発

### その他
- 三交クリエイティブ・ライフ
- 伊予鉄髙島屋
- タカシマヤタイムズスクエア
- 4M1T（現在は3M1T）
- そごう（松坂屋同様、共同出店の計画があったが取り止めた）
- 北野稔（元社長、元ダイヤ通商会長兼社長）